# Christophe-Philippe Oberkampf

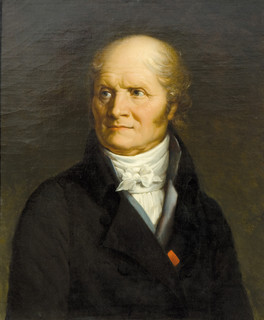
Christophe-Philippe Oberkampf

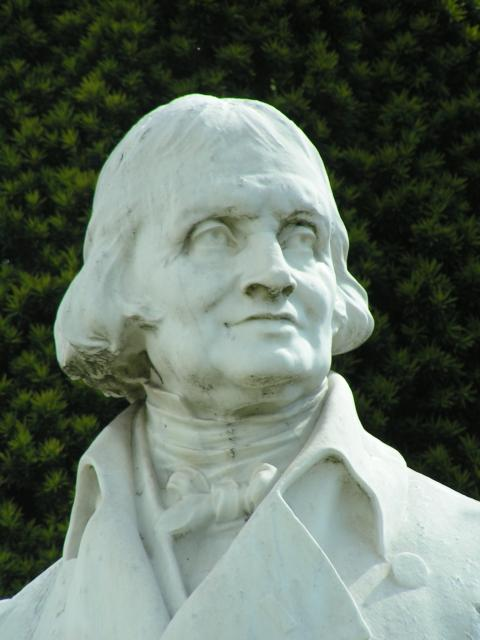
Oberkampf-Büste in Jouy-en-Josas, dort im Jahr 1900 enthüllt

Christophe-Philippe Oberkampf (eigentlich Christoph Philipp Oberkampf; * 11. Juni 1738 in Wiesenbach, heute zu Blaufelden im Landkreis Schwäbisch Hall; † 4. Oktober 1815 in Jouy-en-Josas bei Versailles) war ein französischer Tuchfabrikant und Textildrucker deutscher Herkunft.

## Leben und Wirken
Bereits Oberkampfs Vater Philipp Jakob Oberkampf war als Färber und Kattundrucker mit der Familie in die Schweiz gezogen und betrieb eine Indienne-Manufaktur in Aarau, später in Othmarsingen bei Lenzburg und begründete die KBC; auch andere Familienmitglieder waren in diesem Gewerbe tätig.
Schon als Elfjähriger wurde Christophe-Philippe nach Basel und Mülhausen im Elsass zu Kattunfabrikanten in die Lehre geschickt.
1758 ging er gemeinsam mit seinem Bruder Friedrich nach Paris, wo beide zunächst als Graveure arbeiteten. Bereits vierzehn Monate später wurde er Leiter einer Indienne-Fabrik in Jouy-en-Josas bei Versailles, die er 1759 mit einem französischen Teilhaber als Sarrazin-Demaraize, Oberkampf & Co übernahm. Die Firma wurde nach und nach ausgebaut und von einer Manufaktur zu einer maschinell betriebenen Fabrik umgestellt.
Die Firma verzeichnete einen stetigen Aufschwung und umfasste bereits 1764 eine Fläche von rund 18.000 m²; 1774 arbeiteten rund 900 Arbeiter für Oberkampf. Durch ständigen Austausch mit Experten in der Schweiz, dem Elsass und England, wohin er häufig reiste, und ständige Verbesserungen an den Farben und Maschinen, genoss Oberkampf bald den Ruf eines der besten Fabrikanten für bedruckte Baumwolltuche in Europa; die berühmtesten Textildesigner ihrer Zeit arbeiteten für ihn, viele der Entwürfe befinden sich heute im Musée des Arts décoratifs in Paris.
Als Deutscher und Protestant zweifacher Außenseiter im katholischen Frankreich fügte sich Oberkampf dennoch gut in die französische Gesellschaft ein: In erster Ehe heiratete er die Tochter eines Pariser Weinhändlers, in zweiter Ehe eine Reederstochter aus Caen; seit 1770 war er französischer Staatsbürger. 1783 wurde die Firma „königliche Manufaktur“, Oberkampf 1787 von Ludwig XVI. in den Adelsstand erhoben.
1789 zahlte er seinen Teilhaber aus und besetzte Schlüsselpositionen in der Firma nach und nach mit Familienmitgliedern, die er schrittweise zu Teilhabern machte. Sein Bruder Friedrich besaß bereits seit 1769 eine eigene Indienne-Fabrik im nahe gelegenen Corbeil-Essonnes. Sein Neffe Samuel Widmer betrieb seit 1791 ein chemisches Labor in Paris, das auf dem Gebiet der synthetischen Pigmentherstellung führend wurde.
Die Jahre der Französischen Revolution schadeten Oberkampf nicht: Da er seine Arbeiter immer angemessen entlohnte, loyal behandelte und dem Ort Wohlstand gebracht hatte, aber auch durch politische Wendigkeit, kamen er und sein Unternehmen unversehrt durch die Wirren der Zeit.
Er konnte seine Fabrikanlagen sogar noch ausdehnen und durch eine Baumwollspinnerei – die erste in Frankreich überhaupt – und eine Weberei in Essonnes ergänzen. So wurde er in den Tagen der von Napoleon verhängten Kontinentalsperre von englischen Produkten wie Baumwolle wirtschaftlich unabhängig. Zeitweise beschäftigte Oberkampf rund 2000 Arbeiter.
1790 wurde er Bürgermeister von Jouy-en-Josas, unter Napoleon Bonaparte 1800 Mitglied des Generalrates des Départements Seine-et-Oise. Eine Ernennung zum Senator lehnte er allerdings ab.
Napoleon, der ein Faible für erfolgreiche Aufsteiger und Außenseiter – wie auch er einer war – hatte, besuchte Oberkampf mehrfach in Jouy-en-Josas und heftete ihm persönlich das Kreuz der Ehrenlegion an. 1806 erhielt der Fabrikant auf der Nationalausstellung in Paris eine Goldmedaille, 1809 einen Preis für das „nützlichste Industrieunternehmen in Frankreich.“
Mit dem Untergang Napoleons begann auch der Abstieg der Firma Oberkampf: Der alternde Firmenpatriarch konnte das Unternehmen nicht mehr zusammenhalten und schrieb zunehmend rote Zahlen. Nach seinem Tod 1815 und dem Freitod seines Nachfolgers Samuel Widmer kam die Firma in fremde Hand und wurde nach dem Bankrott 1844 endgültig geschlossen. Zentrum der französischen Indienne-Produktion wurde Rouen in der Normandie.

## Nachwirken
Oberkampf gilt in der wirtschaftshistorischen Forschung als einer der Wegbereiter der Zeit des Übergangs vom Manufaktur- zum Fabrikwesen.
In Paris sind eine Straße und eine Métrostation nach ihm benannt. Die Stadt Jouy-en-Josas ehrte ihn mit einer Büste. Begraben ist er im Garten seines Hauses, wo sich heute das Konservatorium der Stadt befindet. Im städtischen Museum ist ihm ein eigener Saal mit Original-Stoffmustern gewidmet. Auch in seinem Geburtsort Wiesenbach ist eine Straße nach ihm benannt.
Bis heute ist in Frankreich Toile-de-Jouy (Jouystoff) ein Synonym für hochwertig bedruckten Baumwollstoff und in der Erinnerung eng mit dem Namen Oberkampf verbunden.